# Metal Head
Metal Head är ett förstapersonsskjutspel med mecha-tema, utvecklat av Sega, som 1995 även utgav spelet till 32X.

## Handling
Fem år efter bildandet av en världsfederation, och för att bevara freden har man upprättat mecha-robotstyrkor inom militären och polisen. När terrorister, utrustade med sina egna mecha-robotar, slår till gäller det att försöka stoppa dem. Spelaren styr en "Metal Head"-robot och slår sig fram, från en liten gränsort till huvudstaden.

### Fotnoter
1. ↑  Metal Head på Moby Games (engelska)